# Автомат з продажу газованої води

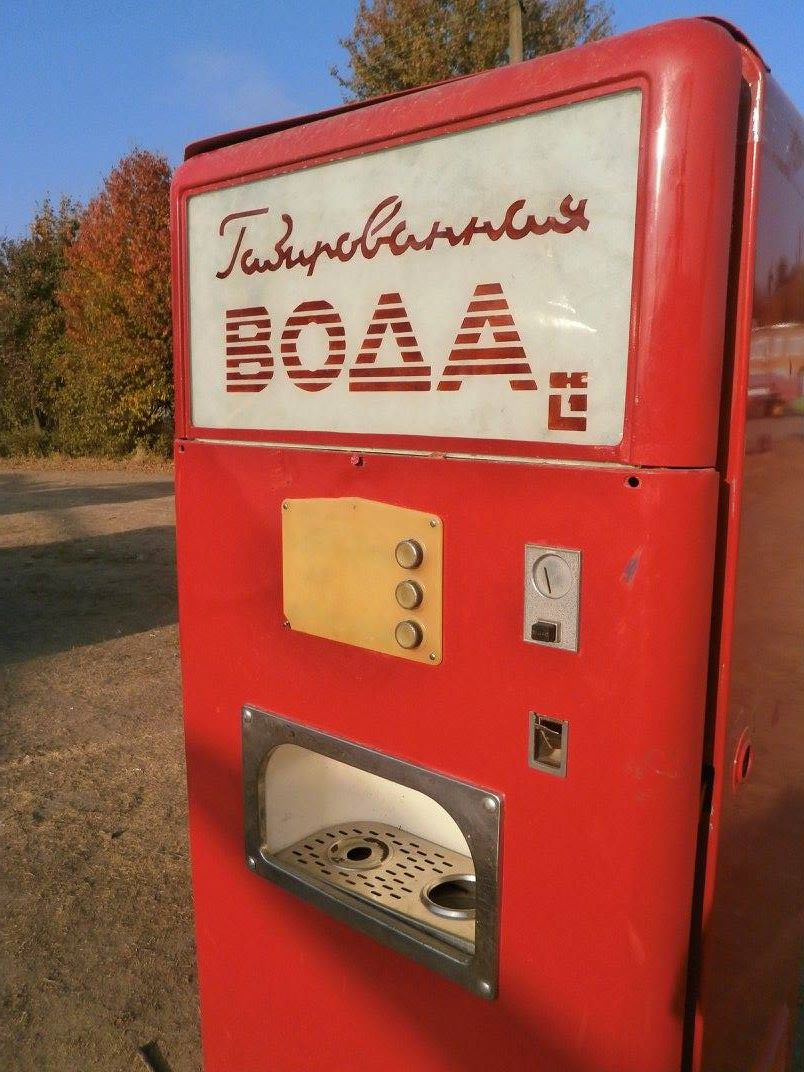
Автомат газованої води на території Музею авіації в Києві.

Автомат з продажу газованої води — торговий автомат з продажу газованих напоїв.
Особливо популярним був у СРСР. В Москві було встановлено близько 10 тисяч таких автоматів. У більшості автоматів вартість газованої води без сиропу становила 1 копійку, з сиропом — 3 копійки. У Тбілісі автомати приймали 5 копійок замість трьох, проте наливали «подвійну» порцію сиропу.

## Історія
Сатуратор (апарат для насичення рідини діоксидом вуглецю), придатний для виробництва газованої води, був винайдений в 1783 році годинникарем з Женеви Йоганном Якобом Швеппом. Пізніше в Англії він заснував компанію з продажу газованої води (нині компанія «Schweppes»).
У 1832 році в США іммігрант Джон Метьюс вніс удосконалення в сатуратор і почав торгувати автоматами з продажу газованої води. Автомати мали попит серед аптекарів, які продавали газовану воду своїм клієнтам.

## Принцип дії
Типовий автомат містить: охолоджувач води, сатуратор, бачки з сиропом, розподільник для введення і зливу води, реле тиску води й газу, вуглекислотний балон, дисплей, панель керування, механізм обробки монет, механізм видачі напою. Пристрій для приготування напою складається з: дозатора, змішувача, сатуратора. Сучасні автомати видають одноразовий стаканчик і здачу, якщо внесена сума більша за вартість напою.
Автомат може відключатися при відсутності води, діоксиду вуглецю, склянок одноразового використання.

## Сучасні автомати
Багато з сучасних автоматів приймають купюри та монети. Деякі автомати стилізують під радянські. Іноді трапляються старі радянські автомати, які приймають сучасні монети.

## Галерея

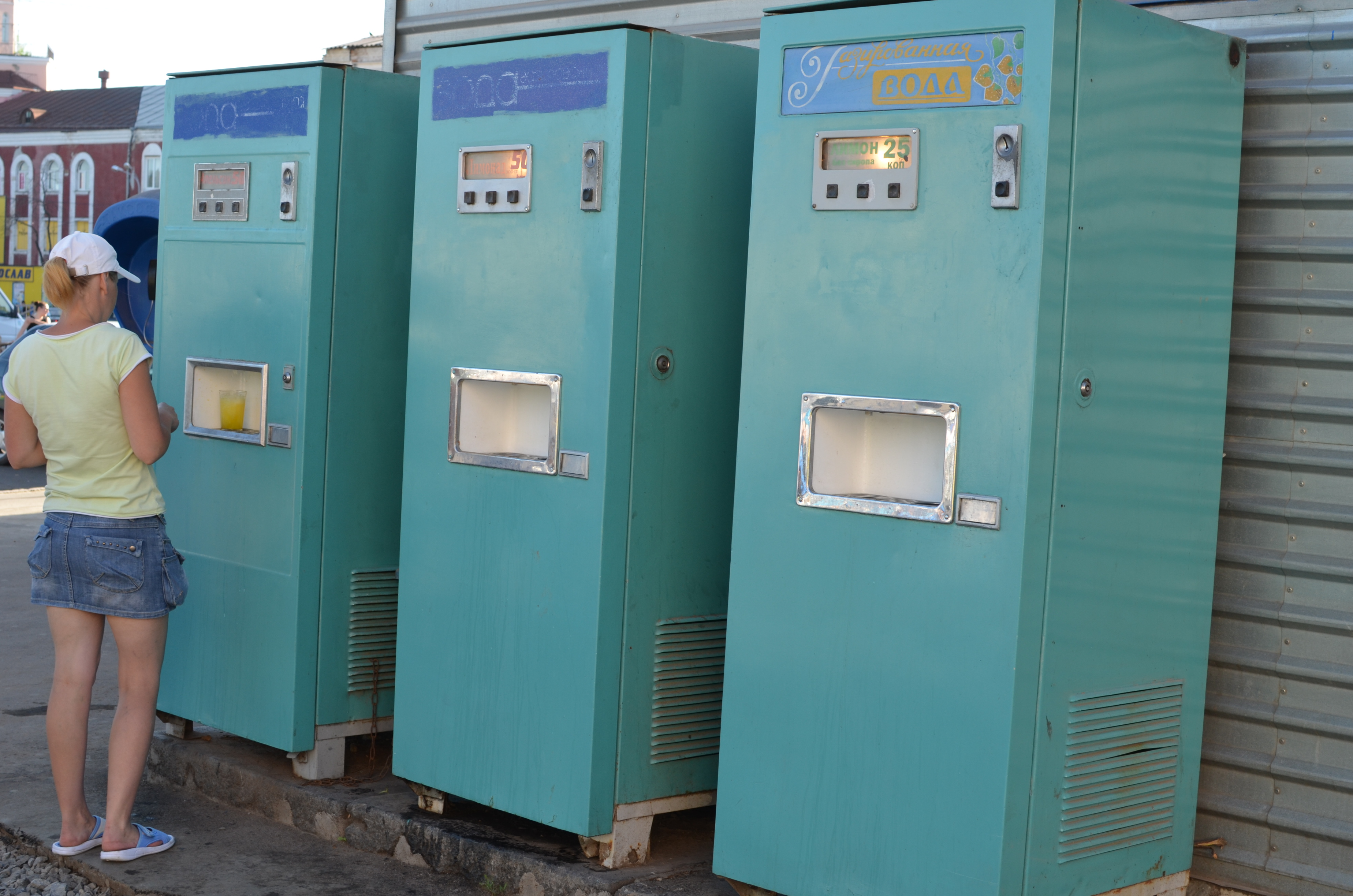
Діючі автомати радянських часів у Вінниці (станом на 2015 рік ціна води становить 25 та 50 копійок)
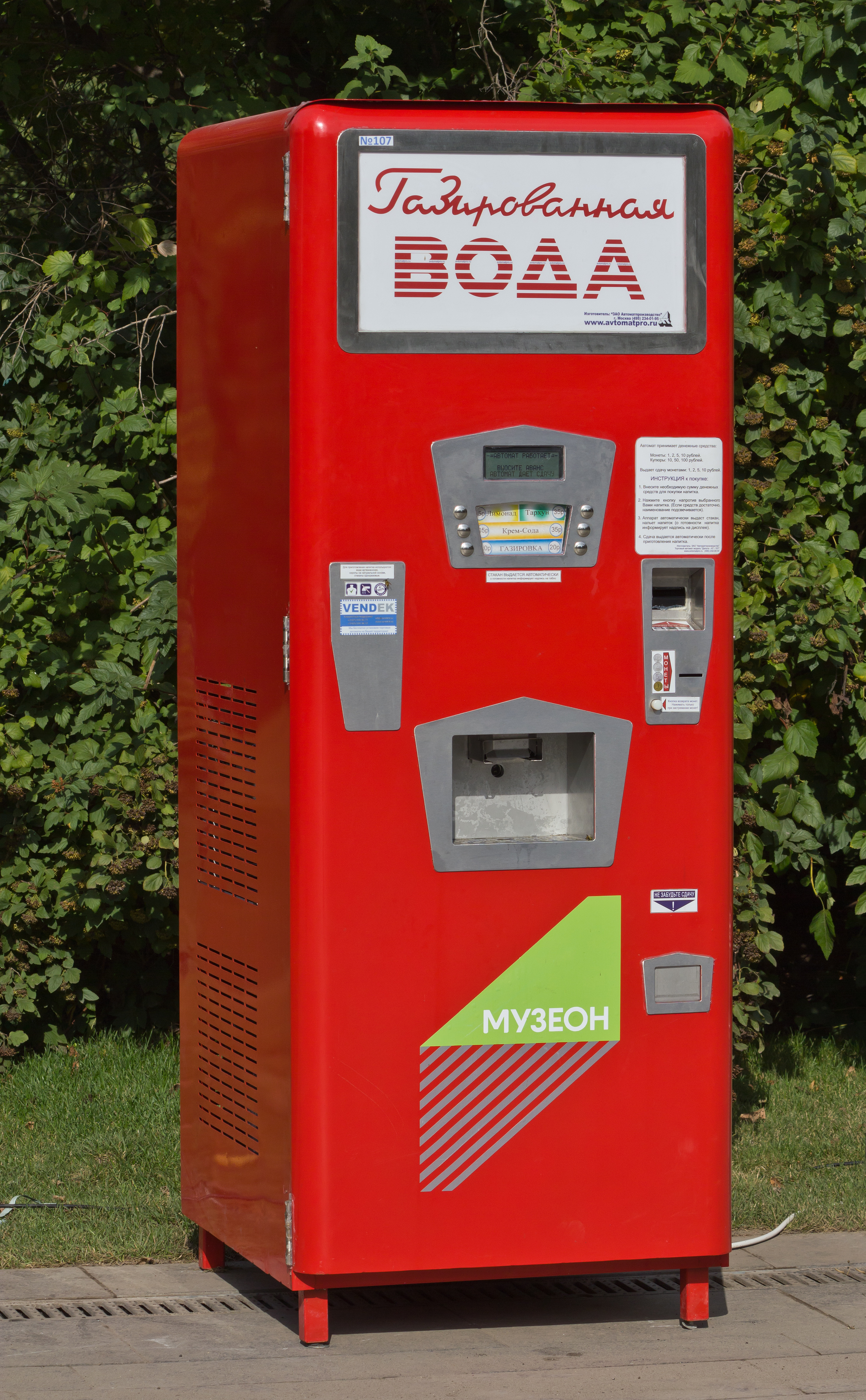
Ретроавтомат у Росії
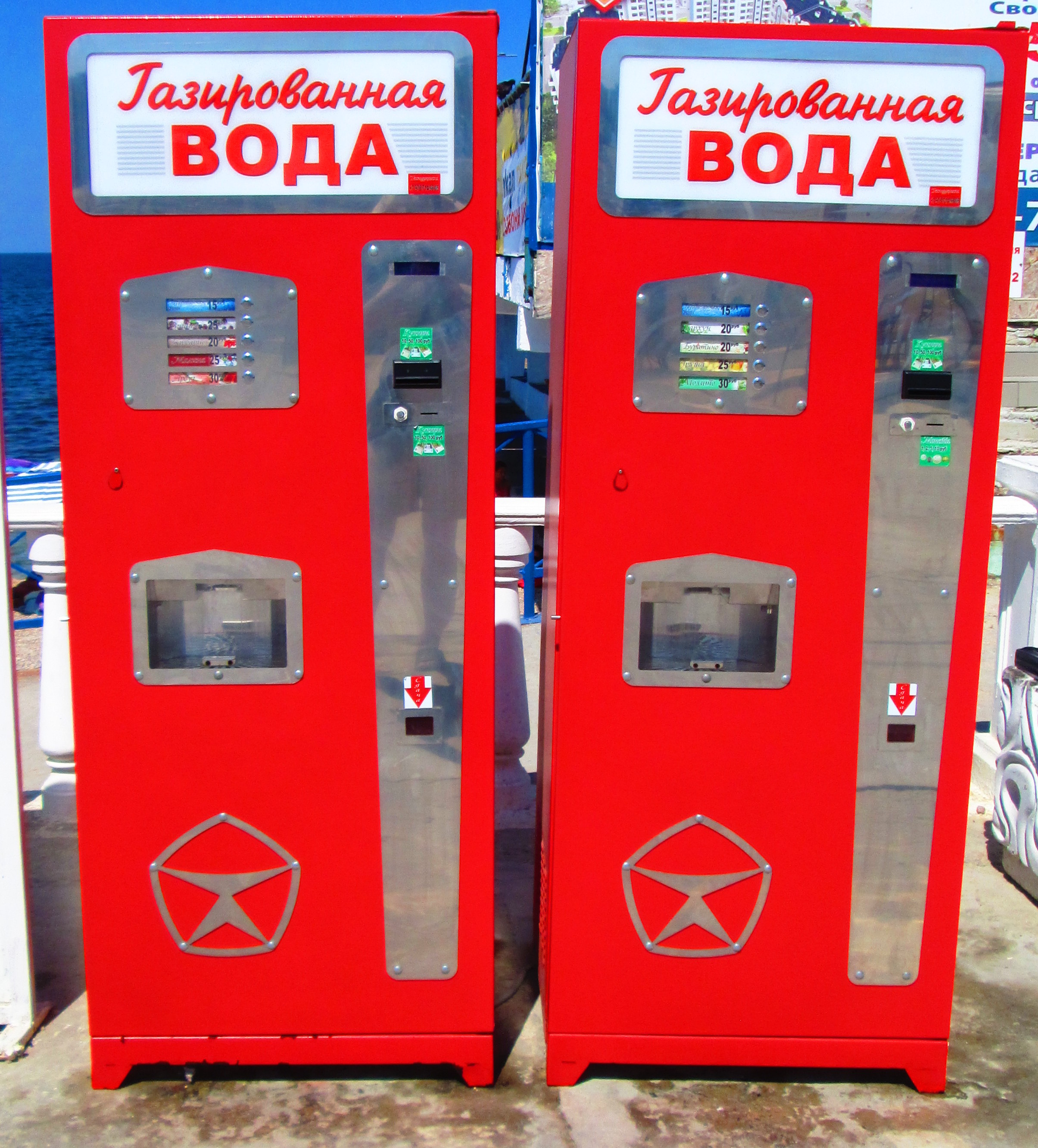
Сучасний автомат у Севастополі